# Esmerine
Esmerine es una banda canadiense de música de cámara fundada por el percusionista Bruce Cawdron, miembro de Godspeed You! Black Emperor, y la chelista Rebecca Foon, miembro de Thee Silver Mt. Zion Memorial Orchestra y Saltland, tras conocerse en 2001 durante la grabación del primer álbum de Set Fire to Flames en Montreal, en la que ambos participaron como músicos.
Su música consiste principalmente en percusión, violonchelo y marimba. El estilo de Esmerine comparte muchas características con la música clásica minimalista y la música de cámara. 
Su último álbum, Dalmak, fue galardonado como el Álbum instrumental del año en la edición de 2014 de los Premios Juno. 

## Discografía
- If Only a Sweet Surrender to the Nights to Come Be True (2003)
- Aurora (2005)
- La Lechuza (2011)
- Dalmak (2013)
- "Mechanics of dominion" (2017)